# Герман Флерке
Герман Еміль Флерке (нім. Hermann Emil Flörke; 23 жовтня 1893, Ганновер — 19 серпня 1979, Гіссен) — німецький воєначальник, генерал-лейтенант вермахту. Кавалер Лицарського хреста Залізного хреста з дубовим листям.

## Біографія
Учасник Першої світової війни. Після демобілізації армії залишений в рейхсвері, служив в піхоті. З 1 березня 1939 року — командир 1-го батальйону 53-го піхотного полку, з 1 лютого 1940 року — всього полку. Учасник Польської і Французької кампаній. 6 березня 1941 року важко поранений. З 20 січня по 30 грудня 1942 року — командир 12-го піхотного полку. Учасник Німецько-радянської війни. З 1 квітня по 15 травня 1943 року — командир 31-ї піхотної, з 15 травня 1943 року — 14-ї танково-гренадерської (з 1 липня 1943 року — 14-ї піхотної) дивізії. 15 грудня 1944 року переведений в резерв. З 18 лютого 1945 року — командир 66-го армійського корпусу на Західному фронті. 21 квітня 1945 року взятий в полон американськими військами. 1 червня 1947 року звільнений.

## Звання
- Доброволець (1 вересня 1914)
- Фанен-юнкер (7 жовтня 1914)
- Унтерофіцер (4 грудня 1914)
- Лейтенант (22 листопада 1915)
- Оберлейтенант (23 листопада 1923)
- Гауптман (1 листопада 1928)
- Майор (1 квітня 1935)
- Оберстлейтенант (1 листопада 1938)
- Оберст (1 листопада 1940)
- Генерал-майор (1 червня 1943)
- Генерал-лейтенант (1 грудня 1943)

## Нагороди
- Залізний хрест
  - 2-го класу (15 червня 1915)
  - 1-го класу (27 серпня 1917)
- Ганзейський Хрест (Гамбург)
- Королівський орден дому Гогенцоллернів, лицарський хрест з мечами
- Нагрудний знак «За поранення» в чорному
- Почесний хрест ветерана війни з мечами
- Медаль «За вислугу років у Вермахті» 4-го, 3-го, 2-го і 1-го класу (25 років)
- Застібка до Залізного хреста
  - 2-го класу (15 жовтня 1939)
  - 1-го класу (21 травня 1940)
- Штурмовий піхотний знак в сріблі
- Нагрудний знак «За поранення» в сріблі
- Медаль «За зимову кампанію на Сході 1941/42»
- Німецький хрест в золоті (23 жовтня 1942)
- Відзначений у Вермахтберіхт (19 листопада 1943)
- Лицарський хрест Залізного хреста з дубовим листям
  - лицарський хрест (15 грудня 1943)
  - дубове листя (№565; 2 вересня 1944)
- Орден «За заслуги перед Федеративною Республікою Німеччина», командорський хрест (10 березня 1967)